# Ljusfors

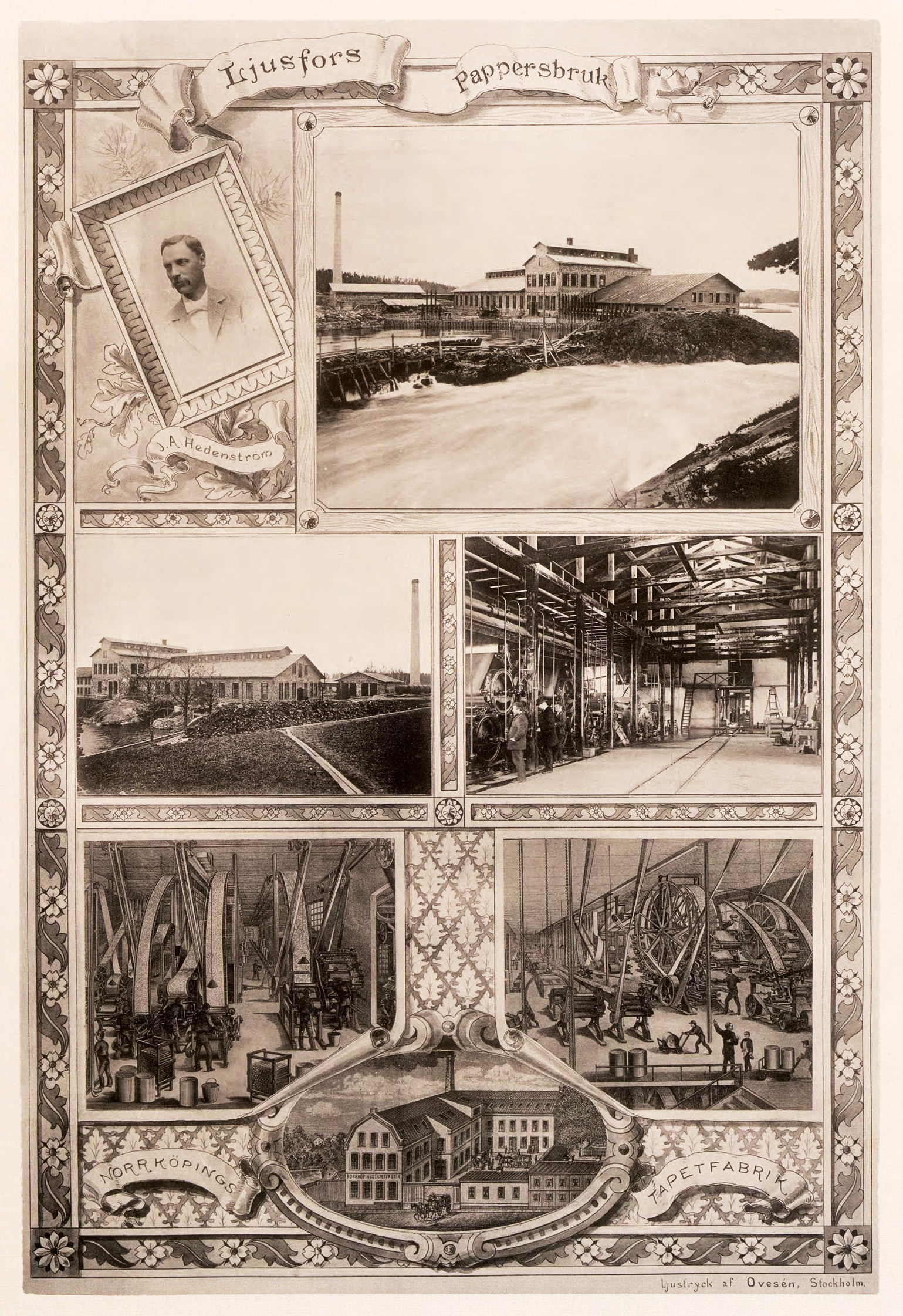
Norrköpings Tapetfabrik och Ljusfors Pappersbruk omkring 1900.

Ljusfors är ett före detta industri- och stationssamhälle i Norrköpings kommun. Samhället har numera vuxit samman med Skärblacka.
Vid Ljusfors fanns en fors i Motala ström, nära dess utflöde i Glan, som tidigt kom att utnyttjas som vattenkraft. Av Johan Alfred Hedenström anlades Ljusfors pappersbruk 1880, 1893-95 tillkom en sulfitfabrik, övergick 1900 till Ljusfors AB och förvärvades 1918 av Fiskeby fabriks AB. Man hade i början av 1930-talet 320 arbetare och 600 personer bodde i samhället.